# Годс (город)
Годс (перс. قدس‎), ранее — Калехасанхан (перс. قلعه حسن خان‎) — город в Иране, в остане Тегеран. Этот город является центром шахрестана Годс.

## История
Город Годс является одним из старых населенных пунктов остана Тегеран. Он расположен на автостраде Фатх (20-й километр). Его благоприятное географическое положение и хороший климат (Годс располагается в местности у подножья гор) привели к тому, что в последние десятилетия город стал центром притяжения мигрантов из других городов страны. Город Годс до момента создания муниципалитета в 1989 г. был известен под названием Калъе-йе Хасан-Хан, это была небольшая деревня, имевшая форму укрепления, на юго-западной окраине Тегерана. Эта деревня была основана в степи, при Каджарах, тогда же была построена и крепость. Рядом с нею располагались деревни Кавусийе и Сорх-Хесар. В 1989 г. из этих населенных пунктов, а также поселения Бехещти, был создан город Годс в современных границах. Быстрый рост Годса начался ещё несколько десятков лет назад, когда около старого шоссе и железной дороги в той части Тегерана, которая ближе всего расположена к деревням на месте нынешнего Годса, было построено множество заводов и фабрик, что вызвало быстрый рост столицы. Поскольку Калъе-йе Хасан-Хан располагалась весьма близко к Тегерану, многие рабочие на заводах вместе со своими семьями переселялись в неё, и она также стала чрезвычайно быстро расти.

## Этимология
Название города происходит от слова «гъодс», которое имеет арабское происхождение (араб. — «къудс») и означает святость, священность, рай, а также — город Иерусалим (араб. «Аль-Кудс»). После Исламской революции было переименовано много различных объектов, которые часто получали это название (например, сеть крупных тегеранских продовольственных магазинов, называвшихся «Курощ», также получила новое название «Годс»).

## Достопримечательности
Город обладает многими интересными достопримечательностями. Среди них можно выделить: Холм Кавусийе, относящийся к 3 тысячелетию до н. э. на месте сегодняшнего городского района Кавусийе, а также каменные гробницы имамзаде Абульхасана и Абульхусейна, известные как «Эмамзаде-йе Хазратейн» (то есть Два святых потомка имама). Там похоронены потомки имама Мусы аль-Казима. Также в городе есть хаммам, встроенный в крепость. Он является самым старым хаммамом в городе Годс, который создали ещё при Каджарах. Можно упомянуть и ручей Фируз-Бахрам, древность которого достигает 3-го тысячелетия до н. э.

## Демографическая динамика
Население города Годс, согласно последним трем иранским переписям, очень быстро выросло. Так, по состоянию на 25 октября 1996 г. в Годсе проживало 138,278 человек, а 25 октября 2006 г. — уже 230,147. К 24 октября 2011 г. население города ещё выросло — до 283,517 человек. Всего за данные 15 лет этот город продемонстрировал прирост в 2 раза (4,9 % в год). Причем за 1996—2006 гг. темпы роста были гораздо выше среднего в целом по стране: 5,2 % в год, а в 2006—11 гг. несколько снизились — до 4,3 % в год, но оставались чрезвычайно высокими. Видимо, город рос не только за счет рождаемости, которая в южных странах традиционно высока, но и за счет интенсивного миграционного прироста, пополнявшего его население. Но и рождаемость в городе, в соответствии с общеиранским трендом на понижение, также должна была начать снижаться. В среднем за 1996—2006 гг. в городе каждый год появлялось 9200 новых человек (как за счет рождаемости, так и миграции), а в 2006—11 гг. — 10700 человек, что означает заметное увеличение абсолютных темпов роста населения города. Несмотря на несколько снижающиеся темпы роста, Годс, тем не менее, все ещё растет в среднем быстрее, чем большинство городов провинции Тегеран, и все время сокращает разрыв со вторым по величине городом — Исламшехр. Если в 1996 г. этот разрыв был 1,9 раз, то в 2006 г. уже только 1,6 раз, а в 2011 г. — всего 1,4 раза. Заметно сократился и абсолютный разрыв в населении этих двух городов: со 127,2 тыс. в 1996 г. до 105,5 тыс. в 2011 г. Если быстрый рост Годса продолжится и дальше, то он в скором времени обгонит Исламшехр и выйдет на второе место по населению в провинции Тегеран. В Годсе резко преобладают мужчины: в 2011 г. было зарегистрировано 144911 мужчин против 138606 женщин, или 100 женщин на 105 мужчин.